# Yarmouth County
Yarmouth County är ett county i Kanada.   Det ligger i provinsen Nova Scotia, i den sydöstra delen av landet, 800 km öster om huvudstaden Ottawa.
I omgivningarna runt Yarmouth County växer i huvudsak blandskog. Runt Yarmouth County är det glesbefolkat, med 15 invånare per kvadratkilometer.